# Констанція Моцарт
Марія-Констанца-Цецилія-Йозефа-Йоганна-Алоїзія (нім. Maria Constanze Caecilia Josepha Johanna Aloisia) Вебер, у шлюбах Моцарт та Ніссен (5 січня 1762, Целль — 6 березня 1842, Зальцбург) — австрійська оперна співачка й мемуаристка. Рання біографка композитора Амадея Моцарта, на творчість якого мала значний вплив.

## Біографія
Констанца була третьою з чотирьох дочок в сім'ї Цецилії Вебер та Франца-Фрідоліна Вебера. Виросла в Мангаймі, де її батько служив при театрі контрабасистом і суфлером. Її двоюрідним братом був Карл Марія фон Вебер.
З Моцартом Констанца вперше зустрілася в театрі в 1777 році. Тоді композитор закохався в її старшу сестру Алоїзію, колишню оперну співачку при цьому ж театрі.
Удруге вони зустрілися в 1781 році, коли сім'я Констанци переїхала до Відня; Алоїзія в цю пору вже була одружена. Моцарт якийсь час мешкав у їхньому будинку, потім через плітки був змушений його покинути, а незабаром, 4 серпня 1782 року, одружився з Констанцою без згоди на шлюб від її батьків.
За понад вісім років життя з Моцартом Констанца була вагітна шість разів, але четверо їхніх дітей померли в дитинстві. В останні роки шлюбу вона страждала від частих переїздів і безгрошів'я, а після смерті Моцарта в 1791 році залишилася одна з двома дітьми і невиплаченими боргами чоловіка. Злидні змусили її організувати разом з сестрами Йозефою та Алоїзією кілька концертних турів, де вони виконували твори Моцарта, а на межі XVIII—XIX століть — продати рукописи творів Моцарта.
У 1809 році Констанца одружилася в Братиславі з данським дипломатом Ґеорґом-Ніколаусом фон Ніссеном, з яким рік по тому поїхала до Копенгагена. У серпні 1824 року пара переїхала в Зальцбурґ, де Констанца разом iз чоловіком почала роботу над біографією Моцарта. Чоловік помер y 1826 році, біографію Констанца видала через два роки. Дослідники ставляться до цієї біографії обережно: Констанца викреслювала з листів Моцарта неприємні їй місця, їй належать деякі анекдоти з життя Моцарта. Ця праця, проте, послугувала матеріалом для його ранніх біографій.
Констанца прожила 80 років і була похована у фамільному склепі Моцартів в Зальцбургу.

## Родина
Від Моцарта Констанца народила шестеро дітей, з яких тільки двоє пережили дитинство.
- Раймунд-Леопольд (17 червня—19 серпня 1783)
- Карл-Томас Моцарт (21 вересня 1784—31 жовтня 1858)
- Йоганн-Томас Леопольд (18 жовтня—15 листопада 1786)
- Терезія-Констанца-Адельгайда-Фрідеріка-Марія-Анна (27 грудня 1787—29 червня 1788)
- Анна-Марія (б/д 16 листопада 1789)
- Франц-Ксавер-Вольфґанґ Моцарт (26 липня 1791—29 липня 1844)

Від Ґеорґа-Ніколауса фон Ніссена дітей не мала.

## Образ у кіно
- Амадей (фільм) (1984).